# 알프레도 스트로에스네르
알프레도 스트로에스네르 마티아우다(스페인어: Alfredo Stroessner Matiauda, 스페인어 발음: [alˈfɾeðo esˈtɾosneɾ], 문화어: 알프레도 스뜨로에쓰네르, 1912년 11월 3일 ~ 2006년 8월 16일)는 파라과이의 군인이자 독재자이다.

## 일생
독일 이민자의 아들로 태어났으며, 군대에 입대했고, 입대 초기부터 정치계에 가까워졌다. 1947년 극우파인 적색당이 일으킨 군사정변에 가담, 1954년에는 미국의 지원믈 받아 친위 쿠데타를 일으켜 정권을 잡았다.

알프레도 스트로에스네르를 수장으로한 극우 군사독재정권은 반공주의를 내걸며 반대파들을 잔혹하게 살해했다. 이 시기 합법 정당은 그의 우당인 적색당뿐이었으며, 그들만이 선거에 출마할 수 있었다.
군사독재정권은 미국의 지원을 받아 비밀정보국을 차리고 언론인들을 살해했다. 당시 적색당원임을 입증하지 못하면 통행과 취업이 불가능할 정도로 사람들의 일상까지 통제했다.
그의 군사독재정권은 외교적으로 미국에게 종속적이었으며, 1964년 브라질 쿠데타, 1973년 칠레 쿠데타, 콘도르 작전에 가담하며 국제적 비난을 받았다.
1989년 알프레도 스트로에스네르에 반대하는 군인들이 쿠데타를 일으켜 그를 권좌에서 끌어내렸다. 스트로에스네르는 브라질로 망명했으며, 2006년 그곳에서 죽었다. 사망 직후 그의 가족과 적색당이 시체를 파라과이에 묻으려 했으나, 사람들의 격렬한 반대로 무산되었다.
결과적으로 스트로에스네르 독재는 파라과이를 만성적인 빈곤과 기아에 시달리게 만들었다. 또한 결과로 비리와 부패가 만연했으며, 파라과이는 라틴아메리카에서 완전히 고립되었다.